# ذنبية تركستانية
ذَنَبِيَّة تركستانية أو ذَنَبَان تركستاني من جنس الذنبية في الفصيلة البروفية.